# 중산초등학교 (경기)
중산초등학교는 대한민국 경기도 고양시에 있는 공립 초등학교이다.

## 학교 연혁
- 1993년 12월 15일 경기도 교육위원회 의회 승인
- 1994년 11월 1일 중산국민학교 설립 인가
- 1995년 6월 25일 초대 한상복 교장 취임
- 1995년 7월 1일 개교 11학급 편성
- 1996년 2월 14일 제1회 졸업식(79명)
- 1996년 3월 1일 중산초등학교로 개칭
- 2012년 9월 1일 제7대 김백룡 교장 취임
- 2014년 2월 17일 제19회 졸업식(131명)
- 2014년 3월 1일 23학급 편성

## 참고 자료
- 중산초등학교 - 한국교육학술정보원 학교알리미